# Климат Чикаго
Климат Чикаго по классификации Кёппена определяется как влажный континентальный с жарким летом (Dfa). Чётко представлены все четыре сезона: зима холодная, часто бывает снег с температурой ниже 0 по Цельсию и сильным ветром, в то время как лето тёплое и влажное с более высокими температурами. Годовое количество осадков в Чикаго умеренное и распределяется относительно равномерно, самые засушливые месяцы — январь и февраль, а самые влажные — июль и август. На погоду Чикаго в течение всех четырёх сезонов влияет озеро Мичиган.

## Метеонаблюдения
Национальная метеорологическая служба в Чикаго ведёт продолжительные наблюдения за погодой, начиная с 1870 года, хотя все данные о погоде за 1870 и 1871 годы были потеряны во время Великого чикагского пожара. В аэропорту Мидуэй наблюдения начались в 1928 году, а в аэропорту О'Хара — в 1958 году. Оба местоположения в прошлом служили официальным местом наблюдения, последнее из них является официальной станцией наблюдений в настоящее время. Данные о погоде из аэропорта Мидуэй до 1 июля 1942 года и после 16 января 1980 года, а также данные из аэропорта О'Хара до 17 января 1980 года не являются официальными климатическими данными Чикаго.

## Таблица данных
| Показатель                    | Янв.  | Фев.  | Март  | Апр.  | Май  | Июнь | Июль | Авг. | Сен. | Окт. | Нояб. | Дек.  | Год   |
| ----------------------------- | ----- | ----- | ----- | ----- | ---- | ---- | ---- | ---- | ---- | ---- | ----- | ----- | ----- |
| Абсолютный максимум, °C       | 19,4  | 23,9  | 31,1  | 33,0  | 39,0 | 42,0 | 43,6 | 40,0 | 39,0 | 34,4 | 27,2  | 22,0  | 43,6  |
| Средний суточный максимум, °C | −0,6  | 2,5   | 8,8   | 15,5  | 21,8 | 27,5 | 29,7 | 28,3 | 24,6 | 17,5 | 9,6   | 3,0   | 15,8  |
| Средняя температура, °C       | −3,3  | −1,4  | 4,4   | 10,5  | 16,6 | 22,2 | 24,8 | 24,0 | 20,0 | 12,4 | 5,5   | −0,6  | 11,3  |
| Средний суточный минимум, °C  | −7    | −5,3  | −0,0  | 5,3   | 11,1 | 17,0 | 20,1 | 19,4 | 15,0 | 8,0  | 1,3   | −3,6  | 7,0   |
| Абсолютный минимум, °C        | −32,8 | −29,4 | −24,4 | −13,9 | −2,8 | 1,7  | 7,2  | 5,6  | −2   | −10  | −19,4 | −31,7 | −32,8 |
| Норма осадков, мм             | 58    | 54    | 68    | 105   | 121  | 116  | 103  | 104  | 86   | 98   | 70    | 60    | 1045  |
| Источник:                     |       |       |       |       |      |      |      |      |      |      |       |       |       |

## Зима
Зима в Чикаго обычно холодная и снежная. Зимой в городе обычно меньше снега, чем в других крупных городах у Великих озёр, таких как Кливленд или Буффало, но больше снега, чем на восточном побережье в таких городах, как Вашингтон или Нью-Йорк. Сезонное количество осадков в виде снега в городе колеблется от 24,9 см (в 1920–21) до 228 см (в 1978—1979), а среднегодовое составляет 91 см. Тем не менее, примерно каждые три года зимой в Чикаго бывает сильная метель, которая может принести более 25 см снега за период от 1 до 3 дней. Это наблюдается из-за снежного эффекта озера Мичиган, который, однако, слабее, чем на противоположном берегу Мичигана.
Для зимы характерны низкие температуры. Однако, как и на большей части севера США, температура воздуха может сильно меняться в течение одной недели. Средняя температура днём в январе в О'Харе составляет -0,6 °C, ночная — -8,6 °C, а среднесуточная -4,7 °C. В среднем температура падает ниже -18 °C 5,5 ночей в году в Мидуэе и 8,2 ночей в О'Харе и до 10–14 ночей в некоторых дальних западных и северных пригородах, хотя показания ниже нуля по фаренгейту (−18 °C) при отсутствии снежного покрова редки. Самая высокая температура, зарегистрированная в течение зимних месяцев, составляет 24 °C, была зафиксирована 27 февраля 1976 года. Самая низкая температура, зарегистрированная в течение зимы, составляет -33 °C, зафиксирована 20 января 1985 года. Тепловой эффект озера Мичиган зимой несколько снижает морозы на берегу озера, в отличие от внутренних частей города.

## Весна
Весна в Чикаго, пожалуй, самый непредсказуемый сезон в городе: снежный покров может сохраняться вплоть до апреля, а в 1953–1954 годах снег выпадал в Чикаго с ноября по май. Грозы могут случаться в любое время года, но чаще всего весной из-за столкновения больших объёмов тёплого и холодного воздуха. Иногда непогода приносит крупный град, разрушительные ветры, наводнения и торнадо. С 1850 года на Чикаго обрушилось 17 торнадо. Во время гроз в небоскрёбы Чикаго часто бьют молнии.
Весной влияние озера Мичиган наиболее заметно. В течение этого сезона озеро все ещё довольно холодное, так как воздействие гораздо более высоких температур медленно влияет на большой водоём озера Мичиган. Поэтому на побережье тепло приходит гораздо медленнее. Если ветры дуют с востока или с озера Мичиган, в городе бывает большое расхождение температур в зависимости от удалённости от береговой линии, особенно в тёплые дни.

## Лето
Обычно летом влажность умеренно высокая, а температура днём может достигать от 26 °C до 33 °C. Характерные ночные температуры — 18 °C–21 °C, хотя даже в июле и августе может быть несколько ночей, когда температура опускается ниже 16 °C, особенно в прохладное лето. С другой стороны, температура в редких случаях может держаться выше 27 °C в течение ночи. В такие тёплые ночи, особенно во время сильной жары, в большинстве пригородов температура опускается до 24 °C–26 °C, но быстро растёт в утренние часы. Во время такой сильной жары в отдалённых пригородных районах может быть зафиксирована температура на 2,8 °C выше, чем в городе и на берегу озера.
В июле 2012 года, во время аномальной жары в Северной Америке, температура в аэропорту О'Хара Чикаго достигала и превышала 38 °C в течение трёх дней подряд, при этом максимальная температура достигала 39 °C, а во многих пригородах были зарегистрированы температуры от 41 °C до 43 °C.

## Осень

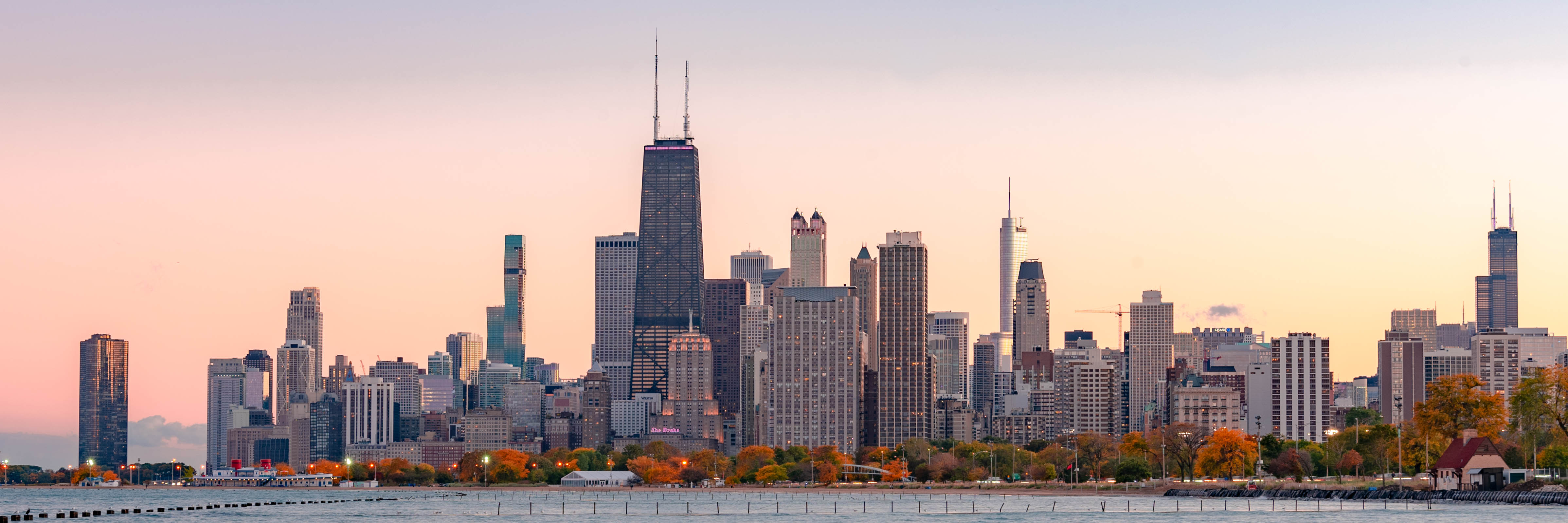
Закат в Чикаго

Осенью погода в каком-то смысле более предсказуемая, чем любой из трёх других сезонов в Чикаго. Почти каждый год бабье лето наступает значительно позже осеннего равноденствия. В это время необычно тёплая погода может сохраняться в течение нескольких дней вплоть до октября, а особенно тёплой осенью — до ноября.
Осень может принести проливные дожди, некоторые из которых способны вызвать серьёзные наводнения. По мере приближения зимнего солнцестояния возрастает угроза снежных бурь, что может привести к серьёзным задержкам рейсов в аэропортах города.
Осенью влияние озера Мичиган обычно противоположное по сравнению с весной или летом, особенно поздней осенью. Температура в непосредственной близости от берега озера может быть на несколько градусов выше, чем в отдалённых районах, особенно в ночное время из-за замедленного воздействия более низких температур на большой нагретый водоём.

## Город ветров
Чикаго называют «Городом ветров». Прозвище «Город ветров» изначально не относилось к Чикаго. Считается, что оно было создано автором нью-йоркской газеты, который высмеивал кичливость чикагцев, когда они продвигали свой город как место проведения Колумбийской выставки 1893 года. Также считается, что его называют «Городом ветров» из-за того, что местные политики понапрасну «сотрясают воздух». С точки зрения климата Чикаго немногим более ветреный, чем средний американский город. Средняя скорость ветра колеблется от 13 км/ч летом до 19 км/ч весной. Кроме того, с озера часто дует бриз, который становится сильнее из-за расположенных в городе небоскрёбов.